# Duplarandi (Így jártam anyátokkal)
A Duplarandi az Így jártam anyátokkal című televízió-sorozat ötödik évadának második epizódja. Eredetileg 2009. szeptember 28-án vetítették, míg Magyarországon egy évvel később, 2010. október 4-én.
Ebben az epizódban Ted vakrandira megy, ahol kiderül számára, hogy partnerével már találkozott 7 évvel korábban. Megpróbálják felidézni, mi volt az, ami miatt végül annak idején nem sikerült összejönniük. Marshall és Barney sztriptízbárba mennek, ahol találkoznak Lily hasonmásával. 

## Cselekmény
Jövőbeli Ted elkezd mesélni egy randiról, ami még 2002-ben történt, majd a párhuzamosan mutatott képsorokon észrevesszük, hogy 2009-ben is randira készül menni, méghozzá ugyanazzal a nővel. Ez egy vakrandi, és egyikük: se ő, se Jen nem sejtik, hogy ismerik egymást korábbról.
Eközben Barney átveri Marshallt, és egy rendezvény helyett sztriptízbárba viszi. Marshall ezt kellemetlennek találja, ugyanis úgy érzi, hogy ez megcsalás. Más nőkre is legfeljebb csak úgy képes gondolni, hogy előtte lejátszik a fejében egy olyan szituációt, hogy Lily meghal egy gyógyíthatatlan betegségben. Miközben erről beszélnek, megjelenik a színpadon Jasmine, a sztriptíztáncos, aki a megszólalásig hasonlít Lilyre.
Eközben Ted és Jen a randijukon vannak, és mikor rájönnek, hogy ugyanabba az étterembe mentek, ugyanazt rendelték, sőt Ted ugyanazt a rossz viccet sütötte el, hogy ez már megtörtént korábban. Elkezdenek beszélgetni, és kiderült, hogy Tednek nem tetszett, hogy Jen annyira odavan a macskákért és az expasijaiért, Jennek pedig, hogy Ted olyan fellengzős és nagyképű. Elhatározzák, hogy felgöngyölítik az estét, és megtudják, hol siklott ki az egész végzetesen.
Marshall és Barney visszatérnek a MacLaren's bárba az alteregó hírével. Kiderül, hogy ez már nem az első eset: láttak már két hasonmást, Leszbi Robint és Bajusz Marshallt. Lily izgatott a felfedezés miatt, Robint viszont bosszantja, hogy Barney sztriptízbárba jár, miközben vele van. Ezért Barney ráveszi Marshallt, hogy mondja el, milyen az, amikor ő ilyenkor Lily halálára gondol.
Hogy megfejtsék a hét évvel korábbi balszerencsés randijuk történetét, Ted és Jen elmennek a MacLaren's Bárba, ahová a randi után is mentek. Jen bevallja, hogy azt hitte, Ted egy nőt bámul, miközben a Bajusz Marshall nevű hasonmást nézte valójában. Miután ezt tisztázták, felmennek a tetőre, és csókolóznak. És ekkor ugrik be, hogy mi volt az oka annak, hogy nem volt második randi: Ted sosem hívta fel Jent. Ted bocsánatot kér a faragatlanságáért, s aztán belegondolnak, mi történhetett volna velük, ha akkor mégis összejönnek. De aztán úgy döntenek, hogy nem kezdenek bele semmi újba, mert olyan partnert kell találniuk mindkettejüknek, aki az ilyen kis apró bosszantó tulajdonságaikat nemcsak tolerálja, de igazából kedveli. Jövőbeli Ted elmeséli a gyerekeinek, hogy amikor egy fárasztó szóviccet mesélt az anyjuknak, ő őszintén tudott rajta nevetni (legalábbis reméli).
Lily szerint semmi baj nincs azzal, ha Marshall más nőkről fantáziál, addig, amíg a fantáziáiban ő is létezik. Úgy dönt, hogy együtt visszamennek a sztriptízbárba, hogy oldja a kényelmetlen helyzetet, Barney és Robin is mennek, Barneyt mindenki felismeri, ami idegesíti Robint, de Barney nemigen vesz róla tudomást, még akkor sem, amikor Robin komolyan akar erről beszélgetni. Ezzel szemben Lily teljesen extázisba jön, amikor meglátja a saját hasonmását. Az epizód végén az is kiderül, hogy Lily és Jasmine helyet cseréltek, és Lily táncol fent a színpadon.

## Kontinuitás
- A 2002-be történő visszatekintések alkalmával Tednek körszakálla van, ami a korábbi visszaemlékezésekben is látható.
- Marshall és Lily már beszélgettek korábban arról, milyen lenne a szex Lily halála után, a "Tricikli" című részben.
- Ted a "Tíz alkalom" és a "Háromnapos havazás" című részekben zsonglőrködik.
- "A terasz" című részben is látható volt már, hogy Lilyt mennyire hidegen hagyja a Star Wars.
- Ted a "Háromnapos havazás" című részben is megfogadta, hogy nők kedvéért nem fogja megváltoztatni a személyiségét.

## Jövőbeli visszautalások
- Ted megemlíti 2002-ben, hogy szeretne egy nagy felhőkarcolót építeni Manhattanben. Ez az álma később is felbukkan, a hatodik évadban az ő és Zoey kapcsolatát ez teszi viharossá, és végül "Az utolsó oldal" című epizódban fel is épül a GNB székház.
- Az öt alteregó közül még kettő hiányzik, Jövőbeli Ted állítása szerint a következő nyár végéig (az 5. évad vége) mindkettővel találkoztak, holott igazából csak Mexikói Pankrátor Teddel a "Robotok a pankrátorok ellen" című epizódban.
- A "Romboló építész" című részből kiderül pár eset, amikor Ted mégis megváltozott egyes nők kedvéért.
- Ted kifejti, hogy utálja, ha egy nő nem ajánlja fel egy randin, hogy fizet. "A meztelen igazság" című epizódban később ugyanez történik vele.
- Az "Így jártam apátokkal" című részben az Anya tényleg nevet, egyedüliként, Ted egyik borzasztó szóviccén.

## Érdekességek
- Az epizódot eredetileg a negyedik évadban tervezték bemutatni, de végül szervezési problémák miatt meghiúsult a forgatása, és ekkor még az ötödik évad sem kapott berendelést. Amikor biztossá vált, hogy lesz folytatás, az évad részévé vált ez a rész is.
- A cselekmény egy megtörtént esetet dolgozott fel, amely egy C. Chan nevű, közelebbről meg nem nevezett személlyel történt meg. A forgatókönyvírók átírták a történéseket, hogy ne lehessen beazonosítani az illetőt.

## Zene
- Goldspot - Rewind

## Vendégszereplők
- Alyssa Smith - April
- Lindsay Sloane - Jen
- Clyde Tull - Giles tiszteletes
- Rizwan Manji - Dr. Vikash
- Molly Prather - Judy